# 13335 Tobiaswolf
13335 Tobiaswolf è un asteroide della fascia principale. Scoperto nel 1998, presenta un'orbita caratterizzata da un semiasse maggiore pari a 2,7252935 au e da un'eccentricità di 0,1328391, inclinata di 11,73218° rispetto all'eclittica.
L'asteroide è dedicato all'astronomo amatoriale Tobias Wolf.